# Monarcha erythrostictus
El monarca de Bougainville (Monarcha erythrostictus) es una especie de ave paseriforme de la familia Monarchidae propia del noroeste del archipiélago de las islas Salomón.

## Distribución y hábitat
Se encuentra en el norte del archipiélago de las islas Salomón: Bougainville, Buka y las islas Shortland. Su hábitat natural son los bosques húmedos tropicales isleños.